# Plagiophleboptena smaragdina
Plagiophleboptena smaragdina är en insektsart som först beskrevs av Jacobi 1908.  Plagiophleboptena smaragdina ingår i släktet Plagiophleboptena och familjen spottstritar. Inga underarter finns listade i Catalogue of Life.